# Court McGee
Courtney Scott McGee, bättre känd som Court McGee, född 12 december 1984 i Ogden, Utah, är en amerikansk MMA-utövare som sedan 2010 tävlar i organisationen Ultimate Fighting Championship.